# Zgromadzenie Socjalistycznej Republiki Chorwacji

## Lista przewodniczących
| # | Imię i Nazwisko                   | Portret | Kadencja             | Kadencja         | Partia polityczna | Partia polityczna              |
| # | Imię i Nazwisko                   | Portret | Od                   | Do               | Partia polityczna | Partia polityczna              |
| --- | --------------------------------- | ------- | -------------------- | ---------------- | ----------------- | ------------------------------ |
| Przewodniczący Narodowej Antyfaszystowskiej Ludowej Rady Wyzwolenia Chorwacji (ZAVNOH) (1943 - 1945) |                                   |         |                      |                  |                   |                                |
| 1 | Vladimir Nazor (1876–1949)        |         | 13 czerwca 1943      | 25 sierpnia 1945 |                   | Bezpartyjny                    |
| Przewodniczący Prezydium Ludowego Zgromadzenia (1945 - 1953)                                         |                                   |         |                      |                  |                   |                                |
| 1 | Vladimir Nazor (1876–1949)        |         | 25 sierpnia 1945     | 19 czerwca 1949  |                   | Bezpartyjny                    |
| 2 | Karlo-Gašpar Mrazović (1902–1987) |         | 15 października 1949 | luty 1952        |                   | Komunistyczna Partia Chorwacji |
| 3 | Vicko Krstulović (1905–1988)      |         | luty 1952            | 6 lutego 1953    |                   | Związek Komunistów Chorwacji   |
| Przewodniczący Ludowego Zgromadzenia (1953 - 1974)                                                   |                                   |         |                      |                  |                   |                                |
| 1 | Zlatan Sremec (1898–1971)         |         | 26 lutego 1953       | grudzień 1953    |                   | Związek Komunistów Chorwacji   |
| 2 | Vladimir Bakarić (1912–1983)      |         | grudzień 1953        | grudzień 1963    |                   | Związek Komunistów Chorwacji   |
| 3 | Ivan Krajačić (1906–1986)         |         | grudzień 1963        | czerwiec 1967    |                   | Związek Komunistów Chorwacji   |
| 4 | Jakov Blažević (1912–1996)        |         | czerwiec 1967        | kwiecień 1974    |                   | Związek Komunistów Chorwacji   |
| 5 | Ivo Perišin (1923–2009)           |         | kwiecień 1974        | 1978             |                   | Związek Komunistów Chorwacji   |
| 6 | Jure Bilić (1922–2006)            |         | 1978                 | 1982             |                   | Związek Komunistów Chorwacji   |
| 7 | Jovo Ugrčić (ur. 1922)            |         | 1982                 | 1984             |                   | Związek Komunistów Chorwacji   |
| 8 | Ivo Latin (1929–2002)             |         | 1984                 | 1986             |                   | Związek Komunistów Chorwacji   |
| 9 | Anđelko Runjić (1938–2015)        |         | 1986                 | 30 maja 1990     |                   | Związek Komunistów Chorwacji   |